# Wiesenmühle (Prichsenstadt)
Die Wiesenmühle ist eine Einöde auf der Gemarkung der Stadt Prichsenstadt im unterfränkischen Landkreis Kitzingen.

## Geographische Lage
Die Wiesenmühle liegt relativ zentral im Prichsenstadter Gemeindegebiet, nahe der namensgebenden Stadt am Altbach. In einiger Entfernung erhebt sich im Norden Neuses am Sand. Östlich führen die Straßen St2420 und die Bundesstraße 286 von Prichsenstadt nach Neuses an der Mühle vorbei. Der Südosten wurde ehemals vom sogenannten Dunstbach-See ausgefüllt. Er ist heute versandet. Im Norden schließt die Stadt Prichsenstadt an, die Schnaudersmühle ist im Nordwesten zu finden.

## Geschichte
Die Wiesenmühle lag nahe dem ehemaligen Gemeindeweiher Dunstbachsee. Das Grundstück war mit einigen Weinbergen ausgestattet. Die Mühle war in der Frühen Neuzeit Gemeindelehen. Der Altbach führte kurz vor der Mühle an fünf Feldern vorbei, deren Besitzer vom Müller jährlichen Zins erhielten. Gleichzeitig war der Inhaber der Wiesenmühle verpflichtet, die Leitern für den Galgen aufzubewahren und im Falle einer Verurteilung zur Verfügung zu stellen.
Erstmals erwähnt wurde die Wiesenmühle bereits im Jahr 1594. Damals erhielt der Wiesenmüller Christoph Hoffmann aus Frankenwinheim das Prichsenstädter Gemeindegebietes. Noch im selben Jahr übernahm allerdings Hannes Wentzel die Anlage, nur um sie bis 1597 an Hanns Götz weitergeben zu können. Bis 1606 kam Lamprecht Knöringer aus Kitzingen an das Bürgerrecht, er saß seit 1599 auf der Wiesenmühle. Bis 1621 prägten häufige Wechsel der Müller die Geschichte der Anlage.
Im Jahr 1660 erhielt Georg Keller aus Obervolkach die Mühle. 1696 hatte Hannß Hartung aus Rottendorf die Mühle, ehe 1702 Wenceslaus Rüdel aus Kleinlangheim in ihren Besitz kam. Zu Beginn des 18. Jahrhunderts saß Georg Schmitt aus Wasserberndorf in der Wiesenmühle und übergab sie noch im gleichen Jahr an Johann Stephan Schnauder, der wohl mit dem Müller der Schnaudersmühle verwandt war. Im Jahr 1787 kaufte Abdias Salomon Arnold die Mühle und verpflichtete sich jährlich ein Fastnachtshuhn an den Lehnsherren zu übergeben.
Mit Mattheus von Berg hatte im Jahr 1828 ein Ebracher die Mühle inne. Er wollte die Anlage im Jahr 1842 an Wilhelm Büttner aus Rödelsee verkaufen. Nachdem die beiden einen Vertrag vereinbart hatten, gelang es Büttner jedoch nicht alle Bedingungen zu erfüllen. Also erhielt von Berg die Mühle zurück. Zwei Jahre später, 1844, gelang es von Berg die Wiesenmühle an Joseph Neeb aus Wiesentheid für 2300 Gulden zu veräußern. Neeb saß allerdings bereits 1847 nicht mehr auf der Mühle.
Im Jahr 1869 konnte Richard Derr aus Großlangheim die Mühlenkonzession von der Stadt Prichsenstadt erwerben. 1893 wurde dann Michael Sauer aus Prichsenstadt Müller. Nachdem Georg Belz 1917 die Mühle erworben hatte, blieb die Wiesenmühle längere Zeit in Händen der Familie. Bereits 1910 hatte man die Anlage mit einem Stromanschluss versorgt. 1920 erhielt sie einen Dieselmotor, ehe man 1938 einen Elektromotor anbrachte. Zugleich betrieb man zwischen 1900 und 1938 eine Gipsmühle.
Nachdem im Jahr 1963 Rudolf Belz die Anlage von seinem Vater übernommen hatte, wurde der Mühlbetrieb zum 31. Dezember 1979 eingestellt. Bis 1984 gab man die parallel betriebene Landwirtschaft ebenfalls auf. Zuvor waren seit 1944 nur noch Schrotungen vorgenommen worden. Im Jahr 1993 erhielt die Schwägerin des Rudolf Belz einen großen Teil der Anlage durch Erbteilung zugesprochen. In der Folgezeit begannen die Gebäude zu verfallen.

## Sehenswürdigkeiten
Das heute noch bestehende Mühlengebäude entstammt dem 18. Jahrhundert und ist als Baudenkmal eingeordnet. Das Wohnhaus präsentiert sich als zweigeschossiges Walmdachhaus. Die Fenster wurden mit geohrten Rahmungen verziert. Die ehemalige Scheune hat sich ebenso erhalten. Es handelt sich um einen schlichten Satteldachbau, der aus Bruchsteinmauerwerk errichtet wurde. Wie auch das Wohnhaus entstammt die Scheune dem 18. Jahrhundert.